# 稲葉由之
稲葉 由之（いなば よしゆき、1964年 - ）は、青山学院大学経営学部教授、元明星大学経済学部教授、元慶應義塾大学経済学部教授、元一橋大学経済研究所客員教授。

## 経歴
- 1987年 - 防衛大学校理工学専攻機械工学専門課程卒業
- 1987年 - 航空自衛隊（～1989年）
- 1992年 - 筑波大学大学院経営・政策科学研究科経営・政策科学専攻修士課程修了
- 1992年 - 住信基礎研究所（～1995年）
- 1998年 - 成蹊大学大学院工学研究科情報処理専攻博士後期課程修了、博士（工学）
- 1998年 - 統計情報研究開発センター 主任研究員（～1999年）
- 1999年 - 小樽商科大学商学部助教授（～2004年）
- 2004年 - 総務省統計研修所教授（～2008年）
- 2005年 - 財団法人日本統計協会上級研究員（～2008年）
- 2007年 - 一橋大学経済研究所客員教授（～2010年）
- 2008年 - 慶應義塾大学経済学部教授（～2013年）
- 2013年 - 財団法人日本統計協会上級研究員（～2014年）
- 2014年 - 明星大学経済学部経済学科教授（～2021年）、総務省統計研修所客員教授（～2017年）
- 2021年 - 青山学院大学経営学部マーケティング学科教授[1]

## 学位
- 工学博士（成蹊大学）
- 経営科学修士（筑波大学）

## 所属学会
- 日本統計学会
- 応用統計学会
- 日本行動計量学会
- 日本計算機統計学会
- 日本オペレーションズ・リサーチ学会
- 日本計画行政学会
- 日本経営工学会

## 著書
- 2005年 - 「中国農家における公正と効率」（第I部第4章，分担執筆）多賀出版